# Ozean-Doktorfisch
Der Ozean-Doktorfisch (Acanthurus bahianus) ist eine Art aus der Familie der Doktorfische und kommt im westlichen und zentralen Atlantik vor. Untersuchungen der mitochondrialen DNA ergaben eine Aufspaltung der karibischen und der brasilianischen Population in zwei eigenständige Arten. Die karibische Population heißt nun Acanthurus tractus und unterscheidet sich auch durch charakteristische Färbungen.

## Merkmale
Der Körper ist oval und sein Mund klein und befindet sich weit unten am Kopf. Die Spitze des Mundes formt einen kleinen Schnabel der genau die richtige Krümmung aufweist um ideal Algen aus Felsen und Korallen zu fressen. Für gewöhnlich besitzt ein Exemplar mit einer Körperlänge von 17 Zentimetern 14 Zähne im Ober- und 16 im Unterkiefer. Die Schwanzflosse ist relativ lang und besitzt keine Kerbung. Auf beiden Seiten des Schwanzstiels befinden sich skalpellartige Erhebungen der Wirbelsäule die mit Hilfe von schnellen, schlagartigen Bewegungen als Abwehrmechanismus gegen Feinde benutzt werden können. Für den Menschen kann dies ebenfalls zur Gefahr werden, bei Berührung kann es zu schmerzhaften Wunden kommen. Die Schuppen sind klein und Kammschuppen. Der tagaktive Ozean-Doktorfisch erreicht seine größte Körperlänge von ca. 30,5 Zentimetern im Alter von 4 Jahren. Das längste Individuum von dem je berichtet wurde besaß 37 Zentimeter Körperlänge. Im Alter von 9 bis 12 Monaten erreichen diese Fische die Geschlechtsreife bei einer Körperlänge von 11 bis 13 Zentimetern. Das mittlere maximale Alter schwankt zwischen 5 Jahren in Jamaika und bis zu 26 Jahren in Bermuda, maximal bis zu 32 Jahren.
| Ausbreitungsgebiet      | Maximales Lebensalter (in Jahren) |
| ----------------------- | --------------------------------- |
| St. Helena, Südatlantik | 31                                |
| Ascension, Südatlantik  | 19                                |

Er ist gelblich bis gräulich-braun und mit sehr blassen grün-grauen bis blass blauen senkrechten Streifen gezeichnet. Zusätzlich lassen sich kurze gelbe Linien, die vom Hinterrand der Augen verlaufen, finden. Die Rückenflosse hat einen blauen Rand und abwechselnd orange oder blaugrüne Streifen. Die Afterflosse ist ähnlich gefärbt. Die Schwanzflosse ist oliv bis braun und schimmert weiß oder bläulich. Während der Laichperiode können Farbveränderungen auftreten. Die Färbung dient dem Paarungsverhalten und soll dabei auf die Weibchen wirken, ebenso können auch männliche Konkurrenten in intraspezifischen Wettkämpfen beeindruckt werden. Die Rückenflosse besitzt 9 harte und 23 bis 26 weiche Flossenstrahlen, die Afterflosse 3 harte und 21 bis 23 weiche.

## Verbreitung und Habitat
Dieser Fisch kommt im westlichen Atlantik vor. Das Ausbreitungsgebiet beginnt an der Küste Brasiliens und wird im Osten durch die Insel St. Helena begrenzt. Funde berichten auch über ein Vorkommen an der Küste der Seychellen, es wird aber angenommen, dass es sich hierbei um einen Irrtum handelt.
Der Ozean-Doktorfisch bewohnt Korallenriffe und felsige Küstengebiete, an denen auch Sandablagerungen bestehen. Kommt dabei typischerweise in Gruppen von fünf oder mehr Individuen vor.

## Lebensweise
Tagsüber fressen diese Fische, hauptsächlich Grün- und Braunalgen als auch kleine Mengen von Wirbellosen Tieren. Durch ihren speziell geformten Mund fressen sie Algenmatten von Korallen und Sand. Bei der Nahrungsaufnahme wird auch sehr viel Sand aufgenommen, dieser soll bei der Verdauung helfen. Es können 5 bis 80 % anorganisches Material in seinen Verdauungstrakt enthalten sein.
Das Laichen erfolgt von November bis April mit der Hauptsaison von Dezember bis März. Dies findet meist in sehr großen Gruppen statt, hier kommt es auch zu Farbveränderungen der Fische selbst. Die Eier sind kugelförmig mit einer einzelnen Ölkugel in dem sich der Dottersack der Fischlarve befindet. Jedes Ei misst 0,17 Millimeter im Durchmesser. Nach dem Schlüpfen besitzen die Larven eine Körperform die aufgrund der länglichen Schnauze an Drachen erinnert. Sie werden meist von großen Fischen, insbesondere von Thunfischen, gefressen. Sie treten meist bei einer Länge von etwa 23 bis 33 mm und einem Alter von 42 bis 68 Tagen in das juvenile Stadium ein, als Jungfische ziehen sie sich in Riff- und Seegrashabitate zurück.
Größere Fische sind potenzielle Fressfeinde des Ozean-Doktorfischs. Zu den dokumentierten Räubern zählen Lutjanus analis, Zackenbarsche, Westatlantische Trompetenfische und der Große Barrakuda.

## Gefährdung
Die Mehrheit dieser Art verbringt ihr komplettes Leben in Korallenriffen, das bringt auch eine große Gefährdung mit sich. Durch eine Reihe verschiedener Faktoren, darunter der Klimawandel, sterben die Korallen ab und die Qualität des Habitats verschlechtert sich zunehmend. Etwa 80 % aller erwachsenen Exemplare des Ozean-Doktorfischs sind von diesem Problem betroffen.

## Belege
1. 1 2 3 4 5 6 7  Acanthurus bahianus in der Roten Liste gefährdeter Arten der IUCN 2017-3. Eingestellt von: Choat, J.H., Abesamis, R., Clements, K.D., McIlwain, J., Myers, R., Nanola, C., Rocha, L.A., Russell, B. & Stockwell, B., 2010-05-03.
2. 1 2 3 4 5 6 7 8  Cathleen Bester: OCEAN SURGEON. Florida Museum of Natural History, abgerufen am 23. März 2018 (englisch).
3. 1 2 3  Ozean Doktorfisch auf Fishbase.org (englisch)